# Слънчева батерия
Слънчевата батерия, наричана също слънчев панел, слънчева клетка, фотоволтаик, фотоклетка, фотоелемент, фотоелектричен преобразувател, е полупроводниково устройство, което преобразува светлинната енергия в електрическа. Чрез слънчеви панели слънчевата енергия се преобразува в електрическа. Това е един от най-екологичните начини за добиване на електроенергия.
Тя изпълнява две функции:
- 1. генерация на токоносители (електрони и електронни дупки) в светлинно-абсорбиращ материал под влияние на падащата върху него светлина;
- 2. разделяне на токоносителите (за предпочитане към проводящ контакт, който да проведе електрическите заряди). Това преобразуване се нарича вътрешен фотоелектричен ефект.

В английската литература слънчевата батерия се нарича photovoltaic cell. Понякога това се превежда с буквалното фотоволтаична клетка, което е неправилно, защото е неблагозвучно и ненужно.
- Фотоелементите от първо поколение се състоят от еднослоен силициев p-n диод (диод с P-N преход) с голяма площ, който при наличие на слънчева светлина е способен да генерира използваема електрическа енергия.
- Фотоелементите от второ поколение се основават на многослойни p-n диоди. Всеки слой е проектиран да абсорбира светлинни вълни с нарастваща дължина на вълната (намаляваща енергия). Така се поглъща по-голяма част от слънчевия спектър и се увеличава количеството на усвоената енергия.
- Фотоелементите от 3-то поколение не използват традиционния p-n преход. Те включват батерии от органични полимери, фотоелектрохимични батерии и слънчеви батерии с полупроводников нанокристал.
Слънчевите батерии имат много приложения. Те са подходящи за случаите, когато няма на разположение електрическа енергия от мрежата, напр. в отдалечени географски райони, спътници на орбита около земята, калкулатори, радиотелефони и др. Слънчеви батерии под формата на слънчеви панели, монтирани на покривите на сградите, могат да бъдат свързани към електрическата мрежа посредством инвертор.

## Устройство
Снимката в началото на статията показва типична силициева слънчева батерия. Електрическият ток, получен в полупроводника, се провежда през контактите в предната и задната част на батерията. В горната част, която трябва да пропуска светлината, са направени контакти от тънки метални ленти, разположени на сравнително голямо разстояние един от друг. Те захранват с ток по-голямата тоководеща шина. Батерията е покрита с тънък слой от диелектричен материал, който увеличава поглъщането на светлината от приемащата повърхност.
Когато върху слънчевата батерия попадне светлина, енергията на фотоните генерира двойки електрически носители, електрон и дупка, от двете страни на P-N прехода. Електроните дифундират в посока на по-ниско енергийно ниво, а дупките – в обратна посока. Докато светлината облъчва батерията, продължават да се формират нови двойки електрон-дупка. Натрупващите се електрони образуват отрицателен заряд в емитера (N-слоя), а дупките образуват съответстващ положителен заряд в базата (P-слоя). Ако двете части на прехода се свържат с проводник, ще се образува затворена електрическа верига и ще протече ток. Токът продължава да тече, докато слънчевата батерия е осветена.
Фотоелектричният ефект е открит през 1839 г. от френския физик А. Е. Бекерел. Първата слънчева батерия обаче е създадена едва през 1883 г. от Чарлз Фритс, който покрива полупроводника селен с много тънък слой злато. Ефективността на устройството е било само 1%. Ръсел Оул патентова съвременната слънчева батерия през 1946 г.

### Фотоелементи
Фотоелемент e полупроводников фотоелектрически уред за пряко преобразуване на светлинна енергия в електрическа. Действието му е основано на фотоволтаичния ефект, най-често на p-n преход или на запиращ слой. Фотоелементите намират широко приложение като сензори на светлина, в устройства на автоматиката и телемеханиката, в телевизията и звуковото кино и като източник на електроенергия за специални цели.
Най-широко е разпространен селеновият фотоелемент, съставен от тънък слой селен, върху който е нанесен кадмиев селенид или друг полупроводник, с който образува p-n преход, или полупрозрачен метален електрод, който образува запиращ слой. Селеновите фотоелементи имат неголяма чувствителност и значителна инертност, но притежават ценното качество, че спектралната им характеристика се приближава до характеристиката на човешкото око и чрез използване на някои светофилтри лесно може да бъде направена точно като нея. Поради това намират голямо приложение като обективни фотометри: луксметри, експонометри (светломери) и др.
Германиевите и силициевите фотоелементи се изготвят с p-n преход. Фотоелементите с по-малки размери (фотодиоди) се използват в автоматиката и измерителната техника; фотоелементите с по-големи размери служат обикновено като преобразуватели на енергия (слънчеви батерии) поради значително по-големия си коефициент на полезно действие спрямо слънчевата светлина.
Развиват се фотоелементи и от други полупроводници или други устройства и технология за по-ефективно преобразуване на енергията и с по-разнообразни спектрални характеристики.

## Теория

### Светлинно генериране на токоносители
Когато фотон попадне върху парче силиций, могат да се случат две неща в зависимост от енергията на фотона. Ако тя е по-малка от енергията за прескачане от валентно квантово ниво до проводящо квантово ниво в силициевия полупроводник, то фотонът просто ще премине през силиция. Ако енергията на фотона е по-голяма от разликата в квантовите нива на атома, фотонът се поглъща от полупроводника и неговата енергия се отдава на електрон от кристалната решетка. Обикновено този електрон се намира във валентната зона. Той е свързан здраво със съседните атоми чрез ковалентни връзки и не е свободен. Получената енергия от фотона обаче го възбужда до проводящото енергийно ниво, електронът се откъсва и може да се движи свободно в полупроводника. Ковалентната връзка, от която е освободен електронът, остава незаета, образува се т.нар. „дупка“. Наличието на незапълнена ковалентна връзка позволява на свързаните електрони на съседни атоми да прескачат в дупката, оставяйки друга такава след себе си. По този начин дупката може да се придвижи в обема на пластината. Така погълнатият фотон създава два токоносителя, електрон и дупка, които могат да се придвижват в обема на силиция.
Ясно е, че за да се получи електрическа енергия, енергията на фотона трябва да е по-голяма от енергията за възбуждане на електрона в проводимата зона. Слънчевият спектър се състои именно от такива високоенергийни фотони. Те се поглъщат от слънчевата батерия, но поради вибрациите на кристалната решетка голяма част от погълнатата енергия се превръща в ненужна топлина, а не в полезна електрическа енергия.

### Еквивалентна схема на слънчева батерия
За да се разбере поведението на слънчевата батерия, е полезно да се създаде електрически модел от отделни електрически елементи, чието поведение е добре познато. Идеалната слънчева батерия се моделира като източник на постоянен ток, паралелно на който е свързан диод. На практика никоя слънчева батерия не е идеална и към модела се прибавят съпротивителни елементи, свързани в паралел и последователно. Така се получава еквивалентната схема на слънчевата батерия, показана на близката фигура.

### Свързване към външен товар
Както споменахме по-горе, от двете страни на p-n прехода на слънчевата батерия са разположени омични контакти метал/полупроводник, които са свързани към външен товар. Свободните електрони, създадени в контакта метал/n-полупроводник се придвижват по външния проводник, захранват товара и достигат до контакта метал/p-полупроводник, където рекомбинират с дупките.

### Свързване и модули
Обикновено слънчевите батерии са свързани електрически в модули или слънчеви панели. Слънчевите панели имат защитен стъклен екран в предната част и са капсулирани със смола или колофон в задната част, за да пазят електрониката от външни влияния (дъжд, град, влага и др.). Обикновено слънчевите батерии са свързани последователно, така че техните напрежения се събират.

## Силицият като фотоелектричен материал
Има два основни вида силиций: аморфен и кристален. В зависимост от структурата си кристалният силиций може да бъде поликристален, микрокристален, монокристален и др. Слънчеви батерии могат да бъдат направени от всички тези видове силиций. Най-използван е поликристалният силиций.

### Производство на силициева слънчева батерия
Силициевите слънчеви батерии са полупроводникови устройства, поради което се използват същите производствени технологии и същите експлоатационни характеристики както при останалите полупроводникови устройства, напр. компютърните чипове. Разликата е, че строгите изисквания за чистота на полупроводника тук са леко занижени.
Отлични високоефективни слънчеви батерии могат да се направят от монокристални силициеви подложки каквито се използват за направа на чипове, но те са твърде скъпи. Най-добър пазарен успех имат поликристалните силициеви батерии с печатни електрически контакти, които комбинират умерена ефективност с умерени цени.
Поликристалните подложки са изработват от силициев цилиндър, който се нарязва на тънки шайби с дебелина 0,25 – 0,30 mm. Обикновено подложките са леко обогатени като p-тип. На предната страна на подложката чрез дифузия се легира n-тип материал, създавайки p-n преход с дебелина няколко микрона. Отгоре се нанасят противоотражателни покрития, които намаляват отражението и увеличават количеството на погълната светлина. Използваният преди силициев нитрид постепенно се заменя с титанов диоксид поради отличната му пасивация на повърхността. Покритието от титанов диоксид предотвратява рекомбинацията на токоносители на повърхността на слънчевата батерия. Слоят се нанася чрез плазмено-химичен метод и има дебелина няколко десети от микрона. След това подложката се метализира. На задната стена се прави пълна метализация, а на предната се прави мрежа от тънки и дебели тоководещи шини. Използва се печатна технология със сребърна паста. Задният контакт е направен с отпечатване на метална паста, обикновено алуминий. След това металните електроди се подлагат на топлинна обработка (синтероване), за да се постигне добър електрически контакт със силиция. Накрая батериите се свързват последователно (и/или в паралел) чрез плоски проводници и се събират в модули, наречени слънчеви панели. Панелите имат защитен екран от закалено стъкло на предната страна и полимерна капсулация на гърба.

### Ефективност
Типичната ефективност на продаваните поликристални силициеви слънчеви батерии е около 12%. Ефективността обаче може да бъде от 6% при аморфните силициеви слънчеви батерии до 30 и повече процента при многопреходните (с много p-n преходи) лабораторни батерии, които са още в стадий на разработка. Ефективността на преобразуване на енергията (или коефициент на полезно действие) на слънчевия панел е отношението между изходната електрическа мощност и входната светлинна мощност при стандартни тестови условия. „Стандартната“ слънчева радиация (известна още като „въздух маса 1,5 спектър“) има плътност 1000 W/m2. Така типичен слънчев панел с площ 1 m2, изложен на пряка слънчева светлина, ще произвежда мощност 120 W. Получената електрическа енергия може да се използва за зареждане на акумулатор или да се включи към стандартната електрическа мрежа през инвертор.
Бележка: За сравнение типична слънчева батерия с площ 4 cm2 произвежда напрежение 0,4 – 0,5 V при товарна способност 6 mA (мощност 0,0024 – 0,0030 W).

## Видове слънчеви батерии

### Органични слънчеви батерии
Органичните слънчеви батерии се произвеждат от тънки слоеве (дебелина 100 nm) органични полупроводници като полимери и нискомолекулни съставки като полиетилен, меден цианид (син или зелен органичен пигмент). За сега ефективността е само 3 – 4%, но новите разработки и технологии предполагат подобряване на този показател. Използват се в приложения, изискващи механична гъвкавост и разлагане след употреба.

## Икономически аспекти

### Рентабилност
Широко е разпространено неправилното мнение, че слънчевите батерии не са рентабилни. Истината е, че слънчевите батерии се изплащат за 1 до 30 години (обикновено под 5) в зависимост от типа на батерията и мястото на използване. Това означава, че при очаквано време за експлоатация около 40 години слънчевите батерии могат да се изплатят многократно, от 6 до над 30 пъти. На практика срокът на откупуване на такива батерии е 10 – 11 години даже и с преференциалните цени (става дума за България), които влязоха в сила в края на 2006 г.

### Бъдеще
Очаква се пазарът за слънчева енергия в световен мащаб да се утрои в следващите три години. Очаква се, че с подобрението на технологиите за производство и натрупаните икономии до 2012 година индустрията да бъде конкурентоспособна с другите индустрии за производство на ел. енергия и то без държавни субсидии или данъчни преференции .